# Viola Beach
Pour les articles homonymes, voir Viola et Beach.
Viola Beach est un groupe d'indie pop originaire de Warrington dans le nord-ouest de l'Angleterre. Formé en 2013 et composé de Kris Leonard (guitare-chant), River Reeves (guitare), Tomas Lowe (basse) et Jack Dakin (batterie), le groupe et leur manager sont morts lors d'un accident de la route en février 2016 en Suède.

## Histoire

### Formation
Viola Beach est un groupe originaire de Warrington en Angleterre, formé en 2013 et composé de quatre hommes. Les membres du groupe et leur manager sont nés entre 1983 et 1996.

### Début de popularité
Viola Beach a fait ses débuts sur scène au Cavern Club à Liverpool. En 2015, le groupe commence à se faire connaître avec la sortie de leur premier single Swings & Waterslides.

### Dernier spectacle et accident

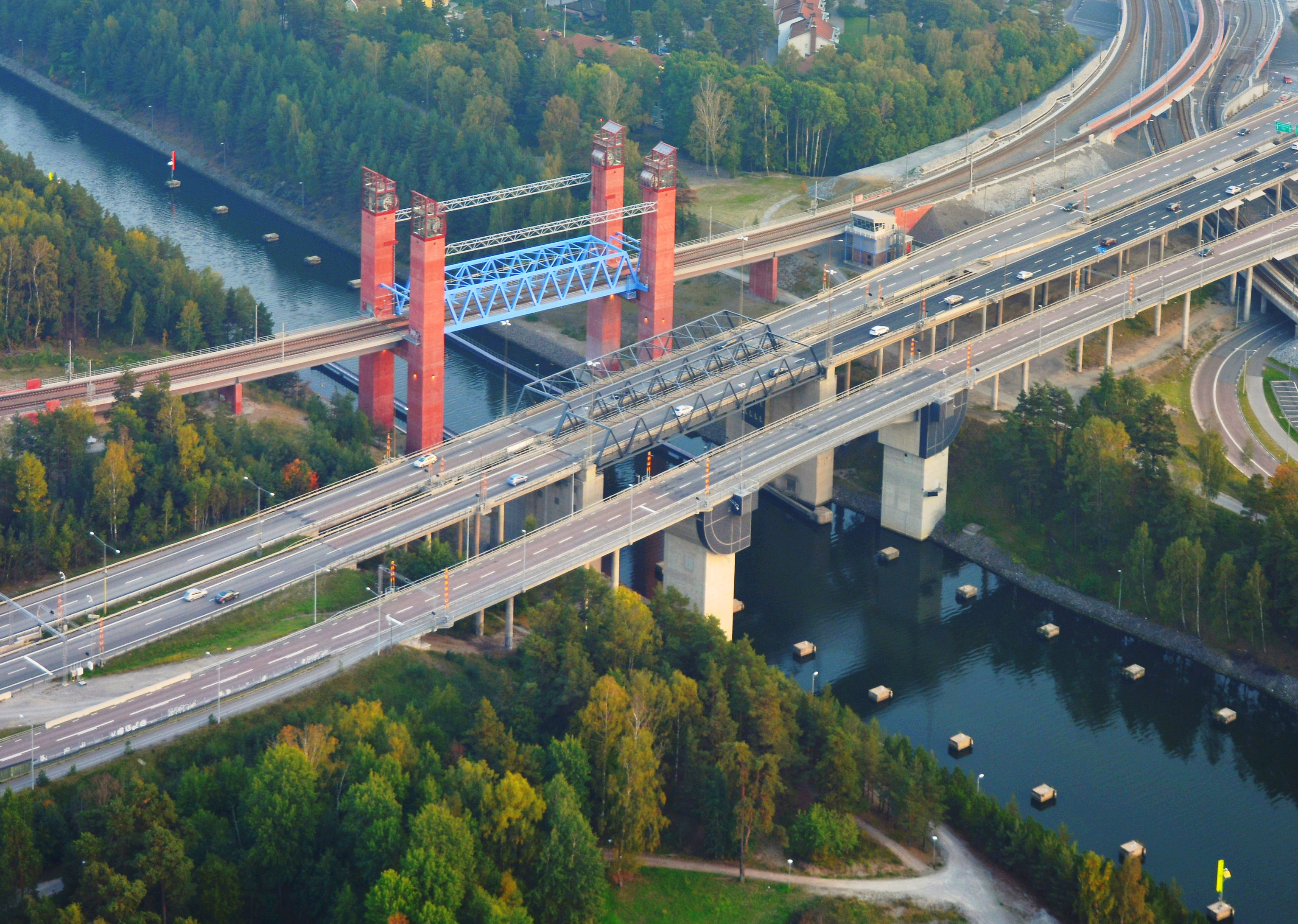
Les ponts au-dessus du canal de Södertälje. L'accident a eu lieu sur le pont de l'autoroute E4 (centre).

Le soir du 12 février 2016, le groupe joue au festival « Where’s the music ?» à Norrköping en Suède. 
Dans la nuit du 12 au 13, la police suédoise est appelée vers 2 H 30. Le véhicule Nissan Qashqai qui transportait le groupe et leur manager a traversé une barrière d'un pont qui était ouvert pour laisser passer un bateau en dessous.
L'accident s'est produit au niveau du pont de l'autoroute E4 à Södertälje, près de Stockholm. Ils devaient rentrer en Grande-Bretagne pour jouer le lendemain à Guildford, dans le Sud de l’Angleterre.
Kris Leonard et River Reeves avaient 19 ans, Jack Dakin 24 ans, Tomas Lowe 27 ans et leur manager Craig Tarry 32 ans. Selon les résultats préliminaires, il n'y avait aucune trace d'alcool ou de drogue dans le sang du conducteur,.
Selon un journal suédois, qui a interviewé un des policiers chargés d'enquêter sur leur accident, l'action du conducteur pourrait avoir été délibérée. Une reconstitution montre en effet que la voiture a grillé plusieurs feux de signalisation avertissant de l'ouverture d'un pont basculant et dépassé une barrière, avant de finir dans une rivière située 25 mètres en contrebas.

## Réactions
Le 14 février 2016, le jour où la nouvelle a été annoncée, il y a eu une salve d'applaudissements pour le groupe lors du match de Championnat d'Angleterre de football entre Manchester City et Tottenham Hotspur,. Le manager, Craig Tarry, était un supporter de Manchester City.

## Discographie

### Singles
| Année | Titre                      | Meilleure position |
| Année | Titre                      | UK                 |
| ----- | -------------------------- | ------------------ |
| 2015  | Swings & Waterslides       | 11                 |
| 2016  | Boys That Sing/Like a Fool | 80                 |

## Concerts

### Passés
- Cavern Club à Liverpool[2]
- Du 5 septembre 2015 au 31 octobre 2015, plusieurs concerts au Royaume-Uni[17]
- 12 février 2016, festival « Where’s the music ?» à Norrköping en Suède

### Qui étaient programmés
- Mars 2016, au festival SXSW d'Austin au Texas[18]